# Kängurugräs (släktet)
Kängurugräs (släktet) (Rytidosperma) är ett släkte av gräs. Kängurugräs (släktet) ingår i familjen gräs.

## Bildgalleri

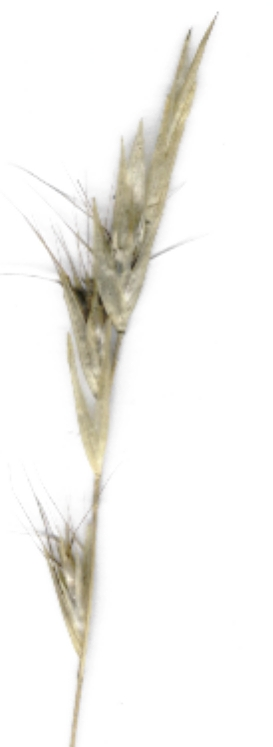
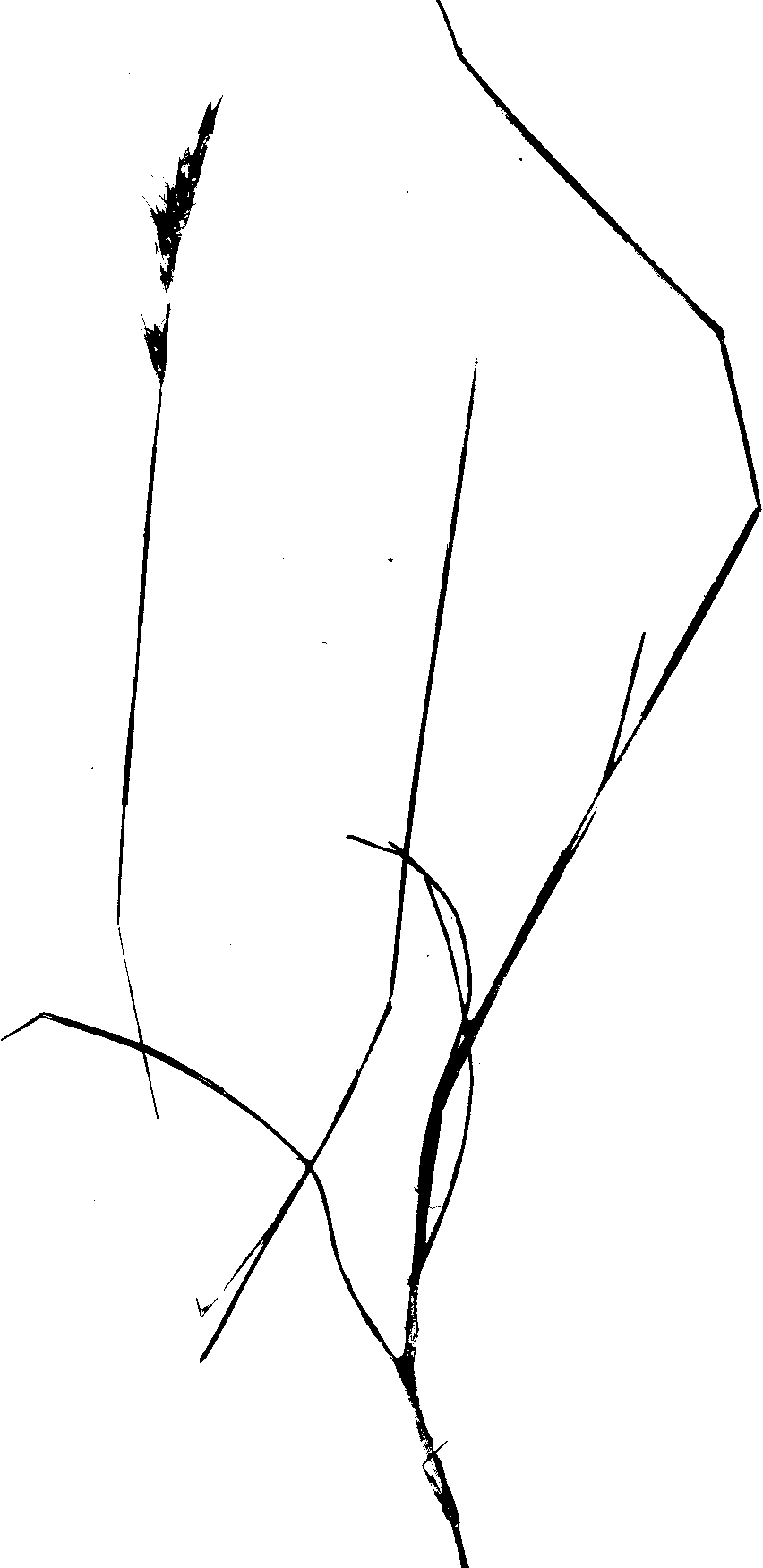
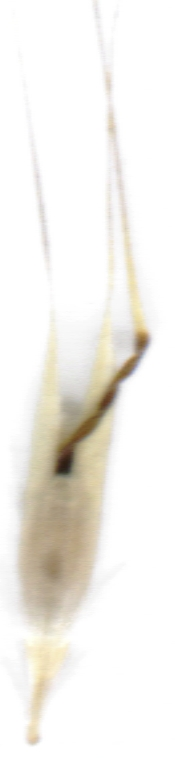
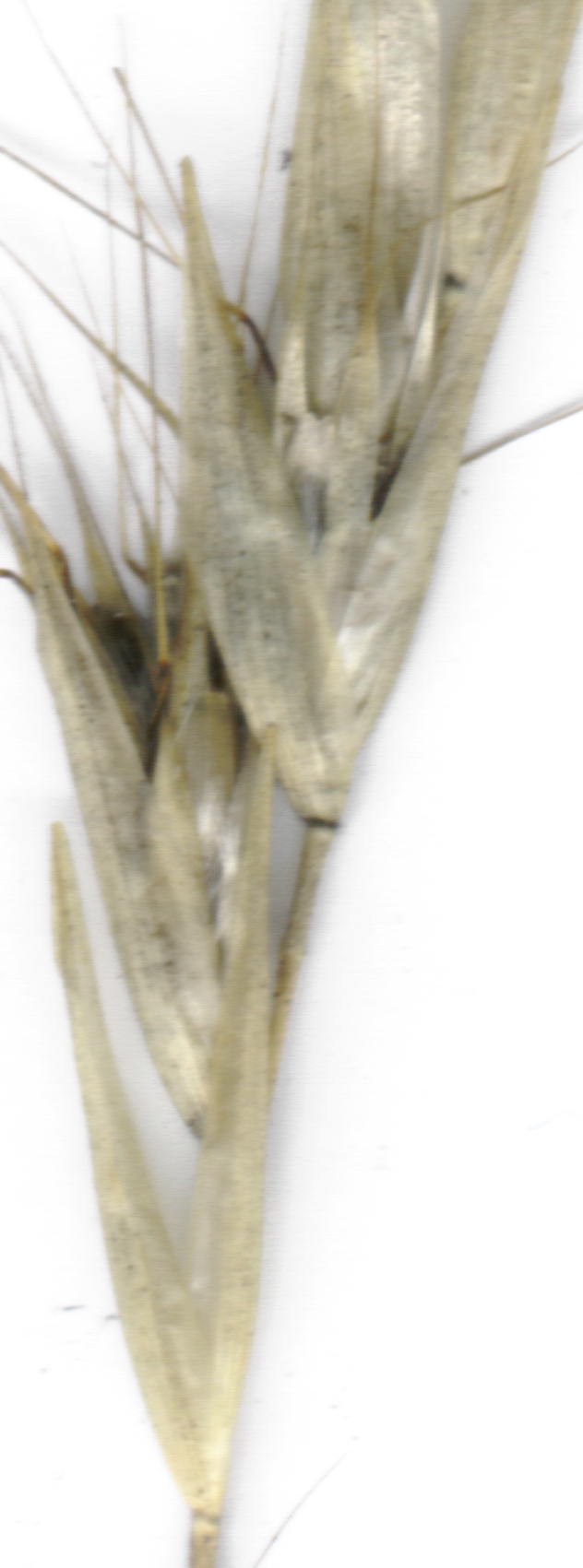
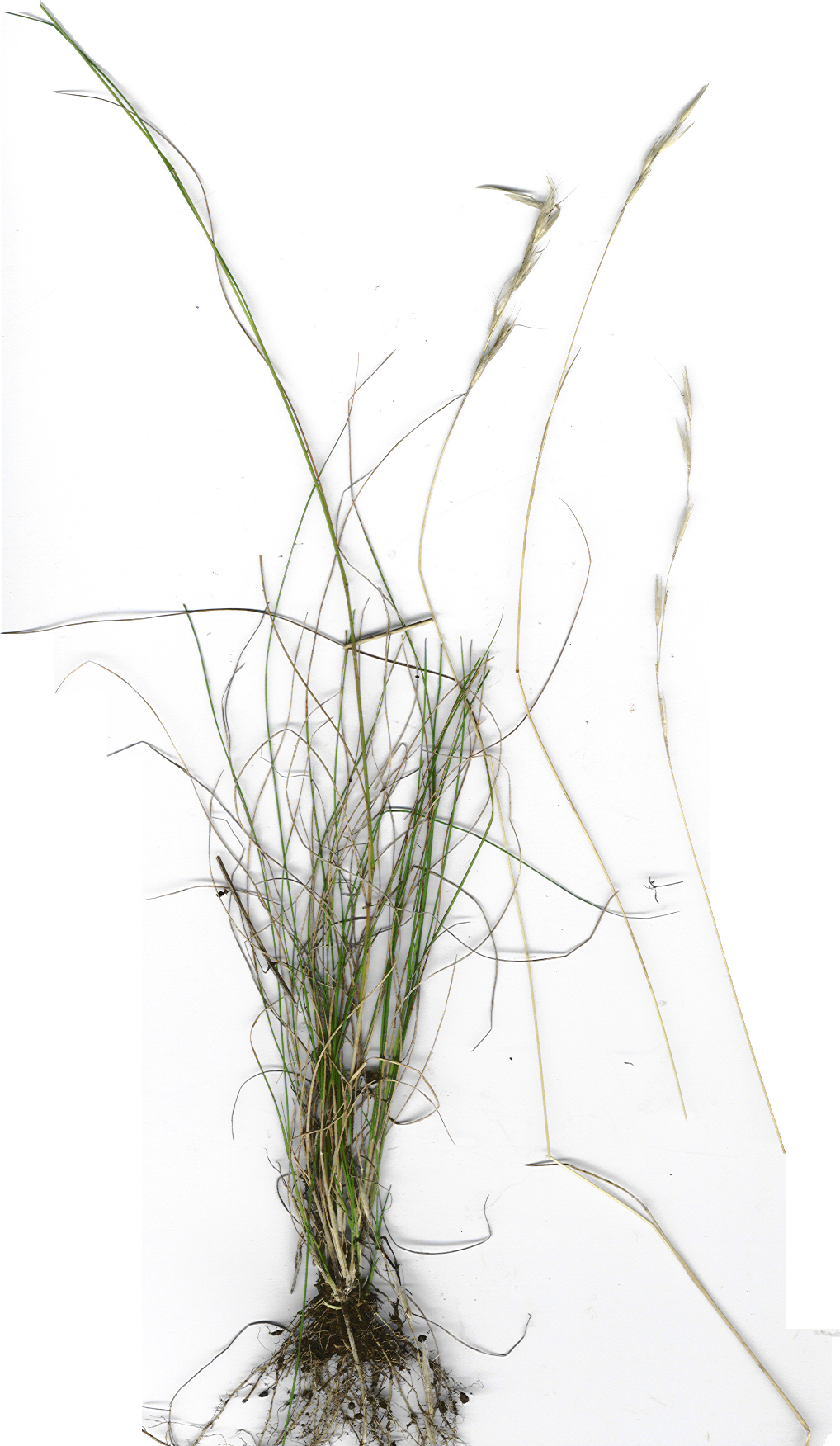
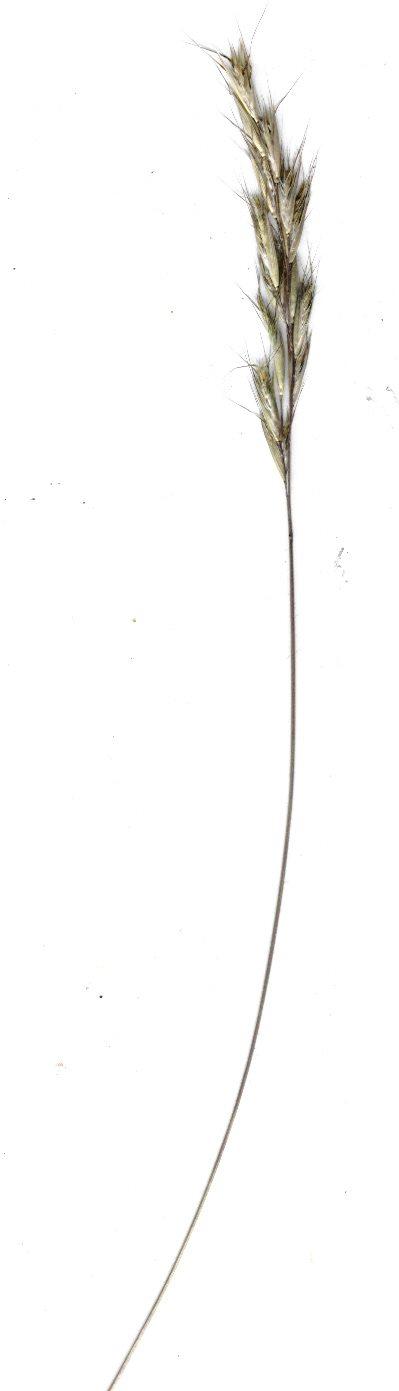

## Dottertaxa till Kängurugräs (släktet), i alfabetisk ordning[1]
- Rytidosperma acerosum
- Rytidosperma alpicola
- Rytidosperma auriculatum
- Rytidosperma australe
- Rytidosperma biannulare
- Rytidosperma bonthainicum
- Rytidosperma buchananii
- Rytidosperma caespitosum
- Rytidosperma carphoides
- Rytidosperma clavatum
- Rytidosperma clelandii
- Rytidosperma corinum
- Rytidosperma craigii
- Rytidosperma davyi
- Rytidosperma dendeniwae
- Rytidosperma dimidiatum
- Rytidosperma distichum
- Rytidosperma duttonianum
- Rytidosperma erianthum
- Rytidosperma fortunae-hibernae
- Rytidosperma geniculatum
- Rytidosperma gracile
- Rytidosperma grandiflorum
- Rytidosperma indutum
- Rytidosperma irianense
- Rytidosperma javanicum
- Rytidosperma laeve
- Rytidosperma lechleri
- Rytidosperma linkii
- Rytidosperma longifolium
- Rytidosperma maculatum
- Rytidosperma mamberamense
- Rytidosperma merum
- Rytidosperma monticola
- Rytidosperma montis-wilhelmi
- Rytidosperma nardifolium
- Rytidosperma nigricans
- Rytidosperma nitens
- Rytidosperma nivicola
- Rytidosperma nudiflorum
- Rytidosperma nudum
- Rytidosperma occidentale
- Rytidosperma oreoboloides
- Rytidosperma paschale
- Rytidosperma pauciflorum
- Rytidosperma penicillatum
- Rytidosperma petrosum
- Rytidosperma pictum
- Rytidosperma pilosum
- Rytidosperma pulchrum
- Rytidosperma pumilum
- Rytidosperma quirihuense
- Rytidosperma racemosum
- Rytidosperma richardsonii
- Rytidosperma semiannulare
- Rytidosperma setaceum
- Rytidosperma setifolium
- Rytidosperma sorianoi
- Rytidosperma subulatum
- Rytidosperma tenue
- Rytidosperma tenuius
- Rytidosperma thomsonii
- Rytidosperma unarede
- Rytidosperma vestitum
- Rytidosperma vickeryae
- Rytidosperma violaceum
- Rytidosperma virescens
- Rytidosperma viride